# ASC Yeggo
El ASC Yeggo es un equipo de fútbol de Senegal que juega en la Liga senegalesa de fútbol, la liga de fútbol más importante del país.

## Historia
Fue fundado en el año 1982 en la capital Dakar y nunca han podido ser campeones de la máxima categoría de Senegal, opacado por los equipos más poderosos de la capital. Su único título de importancia ha sido la copa senegalesa de fútbol ganada en 1998 tras vencer en la final al US Gorée.
A nivel internacional ha participado en 1 torneo continental, la Recopa Africana 1999, en la que fue eliminado en la primera ronda por el FAR Rabat de Marruecos.

## Palmarés
- Copa senegalesa de fútbol: 1

1998

## Participación en competiciones de la CAF
| Temporada | Torneo          | Ronda | Club      | Casa | Visita | Global |
| --------- | --------------- | ----- | --------- | ---- | ------ | ------ |
| 1999      | Recopa Africana | 1     | FAR Rabat | 1-0  | 0-2    | 1-2    |